# Dorian Keilhack
Dorian Keilhack (* 24. Juni 1967 in Erlangen) ist ein britisch-deutscher Pianist und Dirigent.
Dorian Keilhack ist der Sohn des am Erlanger Christian-Ernst-Gymnasium tätigen Musiklehrers Dirk Keilhack (* 1941; † 1. Januar 2010 in Erlangen) und der Pianistin Vivienne Keilhack.
Keilhack begann im Alter von sechs Jahren mit dem Klavierspiel. Nach dem Abitur studierte er Klavier und Dirigieren an den Musikhochschulen in Nürnberg und Freiburg sowie, unterstützt durch ein Stipendium des Deutschen Akademischen Austauschdienstes, an der Juilliard School in New York.
Nach Abschluss seines Studiums strebte er zunächst eine Solokarriere als Pianist an. Als solcher konzertierte er unter anderem mit dem Gewandhausorchester Leipzig.
Von 1998 bis 1999 war er Korrepetitor bei den Städtischen Bühnen Nürnberg, danach wechselte er ans Tiroler Landestheater Innsbruck, wo er als Korrepetitor, Kapellmeister und Assistent des musikalischen Leiters tätig war. Parallel dazu war er künstlerischer Leiter des Tiroler Ensembles für Neue Musik. 2005 ging er als Kapellmeister und Studienleiter zum Theater Erfurt. 2007 gastierte er beim Theater Lübeck, 2008 gab er als Leiter des Collegium Novum Zürich sein Debüt bei den Zürcher Festspielen.
Im August 2008 trat er seine Stelle als 1. Kapellmeister des Stadttheaters Bern an.
Bereits seit 2001 ist er regelmäßiger Gastdirigent des Collegium Musicum, einer Sommerakademie junger Musiker im Schloss Weißenstein im oberfränkischen Pommersfelden.

## Diskografie (unvollständig)
- Il contrabbasso virtuoso (Cavalli Records 1996), als Pianist
- György Geszler: Klavierwerke für 10 und 20 Finger nach Bildern von Vasarely (Hungaroton 1996), als Pianist
- Max Bruch 8 Stücke op. 83, Carl Reinecke Trio A-Dur op. 264 (Ambitus, 2001), als Pianist